# John Donaldson
William John Donaldson é um Mestre Internacional de Xadrez e atual presidente zonal dos Estados Unidos, autor, organizador, jornalista e político do enxadrismo. Também  foi o capitão da equipe estadunidense em seis Olimpíadas de Xadrez de 1986 a 1996, incluindo a edição de Dubai nos Emirádos Árabes e a de Salonica na Grécia.
Em 1990, Donaldson foi eleito para o conselho de política da Federação de Xadrez dos Estados Unidos e também se tornou editor da revista Inside Chess, publicada por Yasser Seirawan. Depois, mudou-se para São Francisco onde tornou-se diretor de xadrez do San Francisco Mechanics Institute. Donaldson é um proeminente autor tendo constantemente escrito e produzido livros de xadrez, a maioria sobre figuras históricas do jogo.

## Publicações
- The Life and Games of Frank Anderson (A vida e partidas de Frank Anderson) .Moravian Chess, 2009 ISBN 978-80-7189-608-1
- The Unknown Bobby Fischer (O desconhecido Bobby Fischer). ISBN 1-879479-85-0
- Alekhine in Europe and Asia (Alekhine na Europa  e Ásia). ISBN 1-879479-12-5
- Elmars Zemgalis: Grandmaster without the title (Elmars Zemgalis: Grande Mestre sem o título). ISBN B0006RZ3N6
- Olaf Ulvestad: An American original (Olaf Ulvestad: Um americano original). ISBN 1-888710-11-X
- Legend on the Road (Lenda na estrada, sobre o tour de simultâneas de Bobby Fischer em 1964) ISBN 1-879479-15-X
- Donaldson, John e Minev, Nikolay (1994). Akiba Rubinstein: Uncrowned King (Akiba Rubinstein: Rei sem coroa (em inglês). [S.l.]: International Chess Enterprises. ISBN 1-879479-19-2
- Donaldson, John (1995). Essential Chess Endings for Advanced Players (Finais de Xadrez Essensiais par Enxadristas Avançados) (em inglês). [S.l.]: Chess Digest. ISBN 0-87568-263-4